# کریگ رابرتس
 کریگ رابرتس (انگلیسی: Craig Roberts؛ زادهٔ ۲۱ ژانویهٔ ۱۹۹۱) یک هنرپیشه ولزی است. کریک بیشتر بخاطر بازیِ نقش Oliver Tate در فیلم Submarine معروف است.
از فیلم‌ها یا برنامه‌های تلویزیونی که وی در آن نقش داشته است می‌توان به چراغ‌های قرمز و اصول مراقبت اشاره کرد.